# 威爾遜·愛德華茲虛假新聞事件
威爾遜·愛德華茲虛假新聞事件是指多家中華人民共和國媒體在2021年7月份報道2019冠状病毒病相关新闻時，引用一名自称是“威爾遜·愛德華兹”的“瑞士生物學家”的虚假言論所引起媒體与社会舆论爭議，该名“生物学家”随后被瑞士駐華大使馆证明为不可能存在。涉事媒体包括但不限于中新网、新华网、《人民日报》、环球网、央視新聞、中国共产党新闻网等多家中国媒体。除了有关媒体报道外，官方政府机构如中共中央纪律检查委员会同国家监察委员会官网、中华人民共和国驻东帝汶大使馆亦有刊登或转载这一新闻。

## 事件概要

### “威尔逊·爱德华兹”譴責美國
2021年7月份，《人民日報》、《中國新聞社》、《新華社》、《環球時報》、《央視網》等中國共產黨媒體，在新聞報道中曾多次引用一名自稱是“瑞士生物學家”的威爾遜·愛德華兹在社交媒體臉書發表的关于2019疫情溯源言論。该名“瑞士生物学家”称：“...在过去的六个月里，特别是在第一阶段病毒溯源工作结束之后，世界卫生组织内部人士和一些科研同行抱怨说，只要他们支持第一阶段溯源工作的研究结论，就会受到来自美方以及某些媒体的巨大压力，甚至是恐吓。”他同时表示：“美国正试图诋毁参与第一阶段溯源研究科学家的资格，并试图推翻报告结论”。

### 瑞士駐華大使館發出闢謠聲明
|                | Embassy of Switzerland in Beijing | Twitter的logo，一个风格化的小蓝鸟 |
| @SwissEmbChina |                                   | Twitter的logo，一个风格化的小蓝鸟 |

Looking for Wilson Edwards, alleged biologist, cited in press and social media in China over the last several days. If you exist, we would like to meet you! But it is more likely that this is a fake news, and we call on the Chinese press and netizens to take down the posts.
我们在寻找威尔逊·爱德华兹；这名「瑞士公民」据称是瑞士生物学家，他的一些言论在过去几天被中国媒体和网络社交媒体引用或转载。如果您真的存在，我们希望能认识您！然而，这更有可能是虚假讯息，因此我们呼吁中国媒体和网民撤下这些新闻。
2021年8月10日12:34

中國媒體於2021年7月下旬至8月初連番刊登「瑞士生物學家威尔逊·爱德华兹」譴責美國施壓世衛及恐嚇世衛專家的报道，隨即引起瑞士驻华大使馆的注意，瑞士當局經過調查後，在8月10日于推特的官方帳號发表声明，表示引用「瑞士生物學家威尔逊·爱德华兹」的報導很可能是虚假新闻，同时发布三点澄清，全文如下；
过去的几天内，多家媒体发布了有关一位所谓的瑞士生物学家的新闻。我们感谢大家对我们国家的关注，但瑞士驻华大使馆必须遗憾地指出，这是一条错误的新闻。
1. 瑞士没有任何登记姓名为“Wilson Edwards”的公民。
2. 在生物学界没有以该名字署名的学术文章。
3. 发表评论的脸书账户在2021年7月24日刚刚开通，至今仅发帖一条，账户好友只有三位，该账户可能并非以网络社交而开设。

媒体和网民或许是无意间转发了该条新闻，但我们恳请您即刻删除并刊登更正声明。——瑞士驻华大使馆推文，2021年8月10日
瑞士大使馆在颁布公告的同时还发布“寻人启事”并向这位自称是“瑞士生物学家”的威尔逊·爱德华兹公开喊话道：“如果你真的存在，我们希望能见到你！”然而这次「寻人企图」可能会化为泡影，因为该名「瑞士生物学家」唯一的脸书账号在瑞士當局辟谣数小时后已被注销。散發相關新聞的媒体在瑞士官方澄清后大部分都撤下这一虚假新闻，但没有依瑞士大使馆提出的要求刊登更正声明。也有部分媒体与政府机构尚未移除相关的新闻报道。
連串假新聞最早可追溯至7月27日在斐济由华人创办的一款手机App《南太平洋之声》的一则英文报导，当中有提到这位「威爾遜·愛德華兹」的「瑞士学者」。7月28日，中華人民共和国媒体《观察者网》率先根据南太之声相关报道，详细转述「爱德华兹」在臉書發表的言論，并加入大篇幅的独家评论。7月31日，《参考消息》也转载了南太之声的相关报道，并接连被《新华网》为首的多家媒体转载。然而最初的几篇转载报道亦有出现不同程度的事实错误或篡改；如有一些媒体在轉載時在《南太之声》前加上「美国媒体」的名号。根据App Store和Google Play Store显示的相关信息，南太平洋之声的开发者是中华人民共和国国务院中宣部旗下的中国新闻网。

### 事件影响及舆论
瑞士使馆发表声明澄清后，几家参与报道的媒体随即被社会舆论指控是为政治目的而捏造“威尔逊·爱德华兹”这一不存在的“瑞士学者”。有的批评与指控称相关媒体及政府机构“散播假新闻”、“造谣”。也有评论认为瑞士位於德國、意大利及法國的交界处，而“威尔逊·爱德华兹（Wilson Edwards）”的拼写是典型的英式拼音，因此不大可能是瑞士人；且无论是「威尔逊」还是「爱德华兹」皆为盎格鲁姓氏，一般不可能会作为人名。科普作家方舟子则认为该名“瑞士生物学家”可能是美国生物学家艾德华·威尔森的倒转，并表示相关媒体的报导是“粗糙的大外宣内销，使各大官媒成了国际笑话”。还有网友以隐晦的方式在微博上諷刺中共“制造假新闻”。
涉事媒体《环球时报》总编胡锡进在8月11日于新浪微博发文：他表示如果只根据瑞士大使馆的一家之词就断定中华人民共和国媒体援引“虚假账号”并不符合逻辑；他认为根据“威尔逊·爱德华兹”的文章指出“他们（科学家）承受了来自美方和某些媒体的巨大压力甚至恐吓”而这种说法“符合现况”，因为“越来越多的科学家不讲科学依据”且“越来越倒向美国的政治正确”。胡锡进以此个人推测与前提得出结论；“...美国的打压太严厉了，围绕溯源问题上已经在西方形成了广泛的寒蟬效應，没有人或者很少有人敢使用真名说真话了”。
胡錫進的言論又引起一陣質疑：有質疑認爲，假設這名瑞士生物學家真實存在且美國打壓的事情確實發生，那麽身爲瑞士人的他也不會都以盎格魯姓氏組合的化名發文，因爲這反而會讓人質疑其言論不可信。也有網友諷刺道“这个虚构的瑞士生物学家考验了老胡的叼盘水平”。

## 後續臉書調查
2021年12月1日，Facebook所属的Meta Platforms表示，经调查发现，威爾遜·愛德華茲虛假新聞事件背后与一间中国科技公司及中国国企员工有关。。Meta Platforms表示，Facebook已经删除源自中国用于假冒「瑞士生物学家」影响力的宣传帐号，作为调查的一部分，Facebook也在8月份删除了Edwards的帐号，此后又删除524个Facebook帐号、20个页面、4个群组和86个Instagram帐号。Meta Platforms将这些活动与在中国大陆的个人联系起来，包括中国一家公司「四川无声信息科技公司」（Sichuan Silence Information Technology Company Limited）的员工，以及世界各地一些与中国国家基础设施公司有关的个人。
Meta Platforms表示沒有发现该科技公司与中国政府之间有任何联系，但该科技公司的网站将自己描述为一家网络和信息安全公司，为中国公安部和中国网络提供安全服务。Meta Platforms表示，在「威尔逊·爱德华兹」的Facebook帐号创建10个小时后，该帐号上传了一篇帖子，称他被告知美国正试图抹黑与中国合作调查COVID-19起源的世界卫生组织科学家，而该帐号的操縱者使用了虚拟专用网络 (VPN)隐藏其来源。Meta调查表示，该帐号的原始帖子最初是由虚假的Facebook帐户分享和点赞的，后来由真实用户转发，其中大部分属于中国国有基础设施公司的员工。Meta总结，该针对美国和英国的英语受众以及台湾、香港和西藏的中文受众的宣传行动基本上不成功，因为没有找到证据表明该行动在真实社区中有任何吸引力。